# Ry de Corbais
 (septembre 2012).
Si vous disposez d'ouvrages ou d'articles de référence ou si vous connaissez des sites web de qualité traitant du thème abordé ici, merci de compléter l'article en donnant les références utiles à sa vérifiabilité et en les liant à la section « Notes et références ».
Le ry de Corbais est un petit ruisseau de Belgique, affluent de l'Orne, donc sous-affluent de l'Escaut par la Thyle, la Dyle et le Rupel. 

## Géographie
Il prend sa source sur le territoire du village de Corbais et se jette dans l'Orne, affluent de la Thyle, à Blanmont (commune de Chastre).